# Adapaleno
O adapaleno é uma molécula derivada do ácido naftóico, com propriedades biológicas similares às do ácido retinóico. Suas propriedades farmacológicas lhe conferem a habilidade de controlar a proliferação e diferenciação celular e prevenir e eliminar comedões. Também apresenta eficiente atividade anti-inflamatória na acne.

## Indicações
Adapaleno é indicado para o tratamento tópico da acne vulgaris.
Adapaleno tem se mostrado mais eficaz quando usado concomitantemente com a clindamicina. A aplicação de adapaleno gel na pele, de 2 a 5 minutos antes da aplicação da clindamicina, aumenta a eficácia do tratamento se comparada com a clindamicina sozinha.
Adapaleno promove a renovação celular da pele, de forma menos agressiva que o ácido retinóico.

## Contraindicações
Não deve ser utilizado por mulheres grávidas ou que estejam amamentando. Também é contraindicado o uso em pacientes hipersensíveis à substância.

## Reações adversas e precauções
O adapaleno pode provocar coceira, vermelhidão, descamação, dermatite de contato e queimação em alguns pacientes; nesses casos, recomenda-se a suspensão temporária do medicamento até que a pele se acostume. Deve-se evitar o contato do produto com as mucosas e evitar o contato com raios UV durante o tratamento com Adapaleno.

## Interações medicamentosas
O adapaleno pode ser utilizado junto a outros medicamentos antiacne, como o peróxido de benzoíla e o fosfato de clindamicina, sendo que este último apresenta eficácia ampliada quando utilizado concomitantemente com o adapaleno.

## História
O Adapaleno foi aprovado em 1996 pela Administração de Alimentos e Drogas dos E.U.A. para o tratamento da acne.

## Dosagem
Adapaleno é aplicado uma vez ao dia, após higienização e antes de dormir. Em algumas circunstâncias, quando o paciente apresenta irritação da pele, a aplicação pode ser feita em dias alternados até que a irritação cesse.

## Tipos disponíveis
No Brasil, Adapaleno está disponível sob o nome de Differin, Deriva C Micro, Adacne Clin, 0,1% em gel e Epiduo 2,5% Peróxido de Benzoíla / 0,1% Adapaleno.
O Adapaleno também pode ser encontrado em farmácias e drogarias com o próprio nome da droga (adapaleno) em sua forma genérica, em creme ou gel, tendo assim um menor preço no mercado.